# 惟宗氏
惟宗氏（これむねし）は、日本の氏族のひとつ。平安時代に始まる氏族で、秦氏の子孫とされる。

## 概要
家系としては朝臣または宿禰の姓をもつもの、また伊統（）と称するものもあるが、中でもよく知られるのは惟宗直宗・直本兄弟らに始まる惟宗朝臣である。彼らは讃岐国香川郡を本貫とする秦公（はたのきみ）であったが、本貫を京に移し、883年に同族の秦宿禰・秦忌寸とともに惟宗朝臣の姓を賜った。惟宗直本は『律集解』と『令集解』の著者として名高い。彼の子孫は明法家あるいは医家として知られ、『本朝月令』を書いた惟宗公方、『政事要略』を書いた惟宗允亮（律令にちなみ「令宗（）朝臣」を賜った）が有名。
また系譜は必ずしも明らかでないが在庁官人や郡司などに多くの名が見える。惟宗広言もしくは惟宗忠康の子・忠久は日向国に下って土着し、当地にあった荘園「島津荘」にちなんで島津氏と名乗るようになったとされる。ただし後に島津氏は初代の忠久が源頼朝の落胤だったと自称して（後世の伝承）、島津氏は（名目上は）清和源氏ということになっている。
また対馬の宗氏（のちに桓武平氏知盛流を自称する）と神保氏と執印氏も惟宗氏の子孫とする。そのほかに安芸氏などが惟宗氏の子孫と自称した。